# 臺中市立大里高級中學
臺中市立大里高級中學（英語：Taichung Municipal Dali Senior High School），簡稱大里高中、市大里，為台灣台中市大里區的一所市立完全中學。

## 歷史沿革
- 1967年3月，成立「臺中縣立梧棲初級中學大里分校」。招收初一新生四班，8月25日正式開課，初期因校舍來不及興建，借用大里國小校舍上課。
- 1968年6月1日，因應九年國民教育，獨立設校，改制為「臺中縣立大里國民中學」，同年8月該校忠孝樓第一期工程完工。
- 1986年，完成運動校地徵收，擴建400公尺標準運動場。辦理全國中小學聯合運動會。
- 1991年，繼續徵收校地，該校地面積增為6.3077公頃，籌建圖書館、綠美化校園。
- 1999年9月21日發生九二一地震，該校主要教學及行政中心嚴重受損，由慈濟基金會重建受損校舍
- 2000年9月，重建工程正式動工。
- 2001年8月1日，增設高中部，改制為「臺中縣立大里高級中學」，招收高中部普通班四班。為因應高中部教學需求，籌建高中教學大樓。
- 2004年12月，「善學樓」落成啟用。
- 2005年8月，高中部調整為普通班五班、體育班一班（每年級）。
- 2009年8月，高中部調整為普通班六班、體育班一班。
- 2010年12月25日，因應臺中縣市合併，改隸為「臺中市立大里高級中學」。
- 2017年3月，新建圖書館工程動工。
- 2019年3月，400公尺標準運動場整修完成。

## 校園資訊
- 大門口：入門左側為高中大樓（善學樓），右側為警衛室及一排高大檸檬香桉樹。
- 善學樓：為三層樓的高中大樓，提供高中部學習用教室。
- 感恩樓：為三層樓的行政大樓，內有學務處、教務處、總務處、校長室、導師室等。
- 圖書館：為二層樓建築，提供各項閱讀活動與社區推廣服務。電腦教室所在大樓。
- 圓滿樓：為三層樓的圓柱體建築，一樓為視聽教室，二樓為美術教室，三樓為音樂教室。
- 大愛樓：為三層樓的學習大樓，醫療中心、國三、體育班（高中）以及高一教室所在地。
- 福田樓：為三層樓的國中大樓，提供國中部學習用教室。
- 友情樓：為三層樓的國中大樓，提供國中部學習用教室。
- 中正堂：為活動中心及室內運動場，朝會與大型活動常於此處舉行，平時則為學生室內運動的空間，有羽球場、桌球及各項墊上運動等。
- 涵藝樓：為三層樓的藝能大樓，一樓為舉重隊練習場地，二樓為家政教室，三樓分別是美術教室，舞蹈教室和音樂教室。
- 運動場：包含400公尺的PU跑道，中間為其他各項田徑賽的訓練場所，以及籃球場、網排球場等。

## 知名校友
- 黃韻文
- 林琬婷
- 莊祐騏
- 郭恩圻

## 學區
- 高中部
  - 中投區
- 國中部
  - 大里里、大元里、夏田
  - 新里里（13、17、26、27、28鄰除外）
  - 東湖、西湖（與成功國中為共同學區）
  - 國光里（15、16、17、18、19鄰與光榮國中為共同學區）
  - 樹王里（12、13、17鄰與爽文國中為共同學區）

## 外部連結
- 臺中市立大里高級中學 （页面存档备份，存于）